# Кілауеа

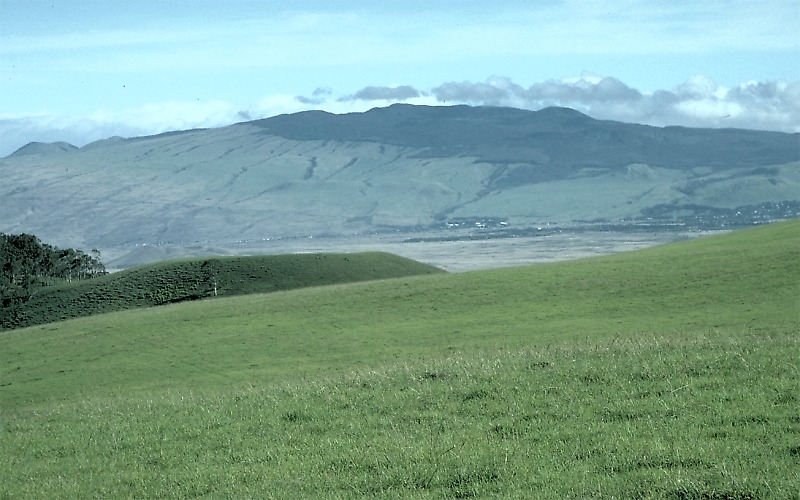
Вулкан Кілауеа, вид на північ з схилів вулкану Мауна-Кеа

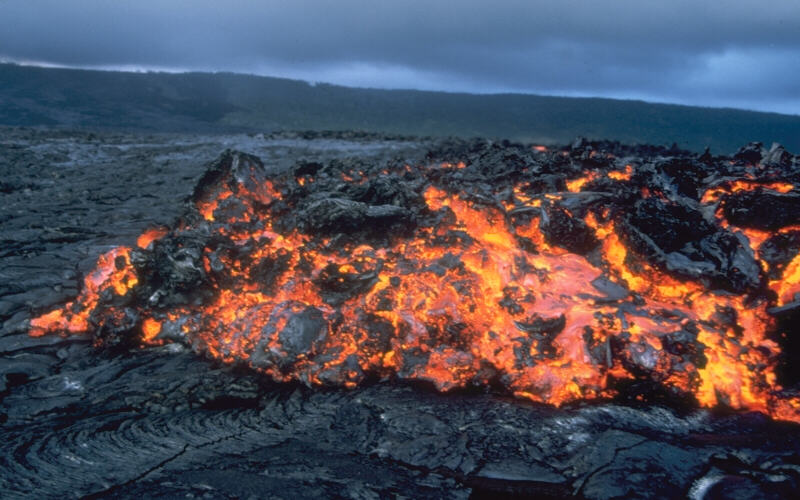
Лава з вулкану Кілауеа

Кілауеа (англ. Kīlauea US [ˌkɪləˈweɪə]; гав. Kīlauea Гавайська: [kiːlɐwˈwɛjə]) — активний вулкан на острові Гаваї.
Це наймолодший наземний вулкан на Гавайських островах та найактивніший у світі.
Висота вулкану — 1247 м. Наймасштабніше його виверження сталося у 1959 році. Фонтани лави злітали на висоту 600 м над лавою озера. Вночі між 13 і 14 вересня 1977 р. вулкан знову почав діяти. Наступне масштабне виверження спровоковане сейсмічною активністю сталося на початку травня 2018 р. Це виверження за оцінками вулканологів може бути тривалим — місяці, роки.
5 червня 2023 року, після тримісячної паузи, вулкан Кілауеа почав своє нове виверження всередині кратера Халемаумау.
Вулкан часто відвідують туристи. Біля вершини вулкана збудований музей, у якому зібрано відомості про вулкани Національного парку «Вулкани Гаваїв» та їхні виверження. В музеї можна дізнатися про історію вулкана.
Близько 4:44 ранку за тихоокеанським часом 7 червня 2023 року Гавайська обсерваторія вулканів (USGS) виявила світіння на зображеннях веб-камер на вершині Кілауеа, що вказує на початок виверження в кратері Халемаʻумаʻу в кальдері Кілауеа, в межах Національного парку Гавайських вулканів. 

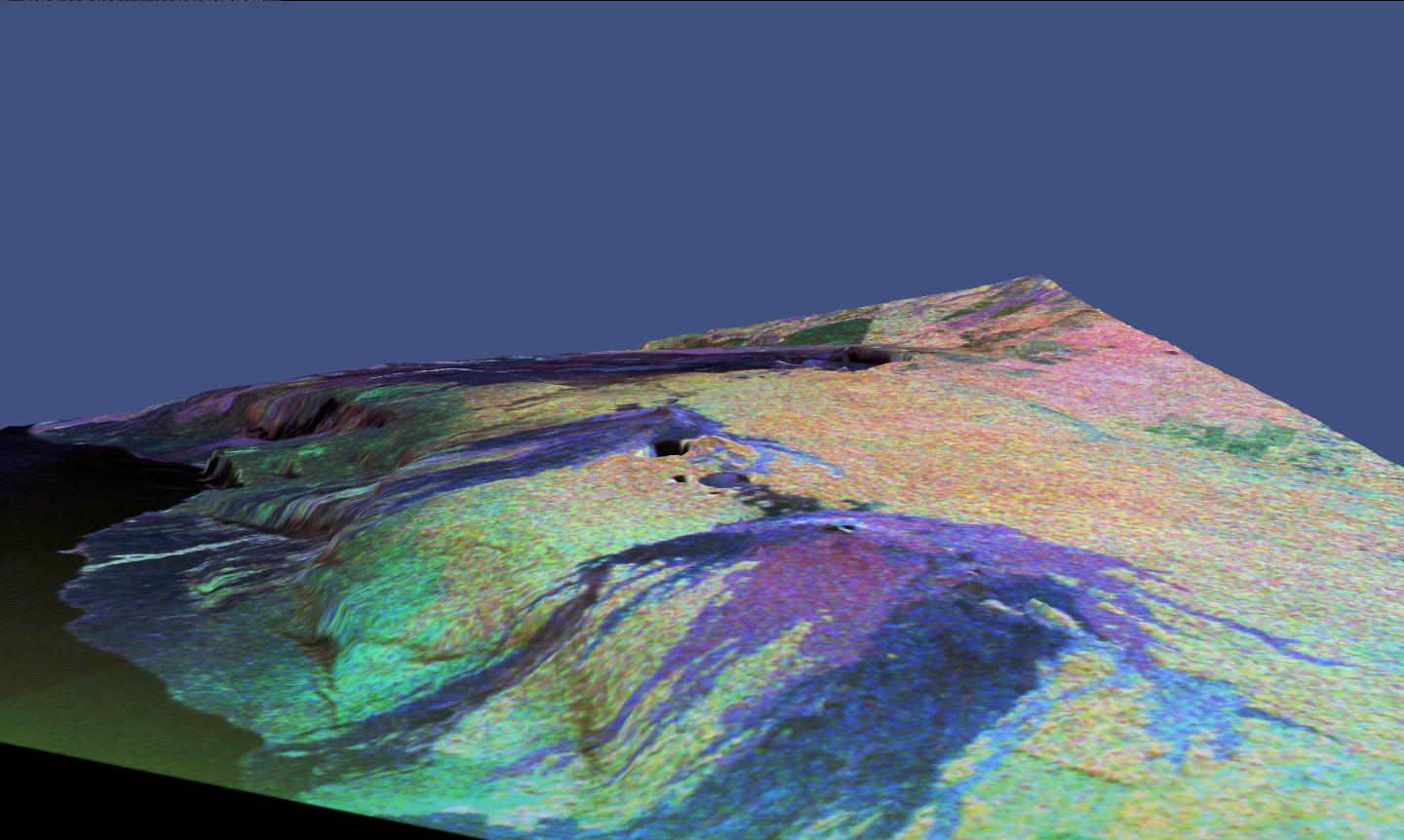
Тривимірна модель вулкану Кілауеа

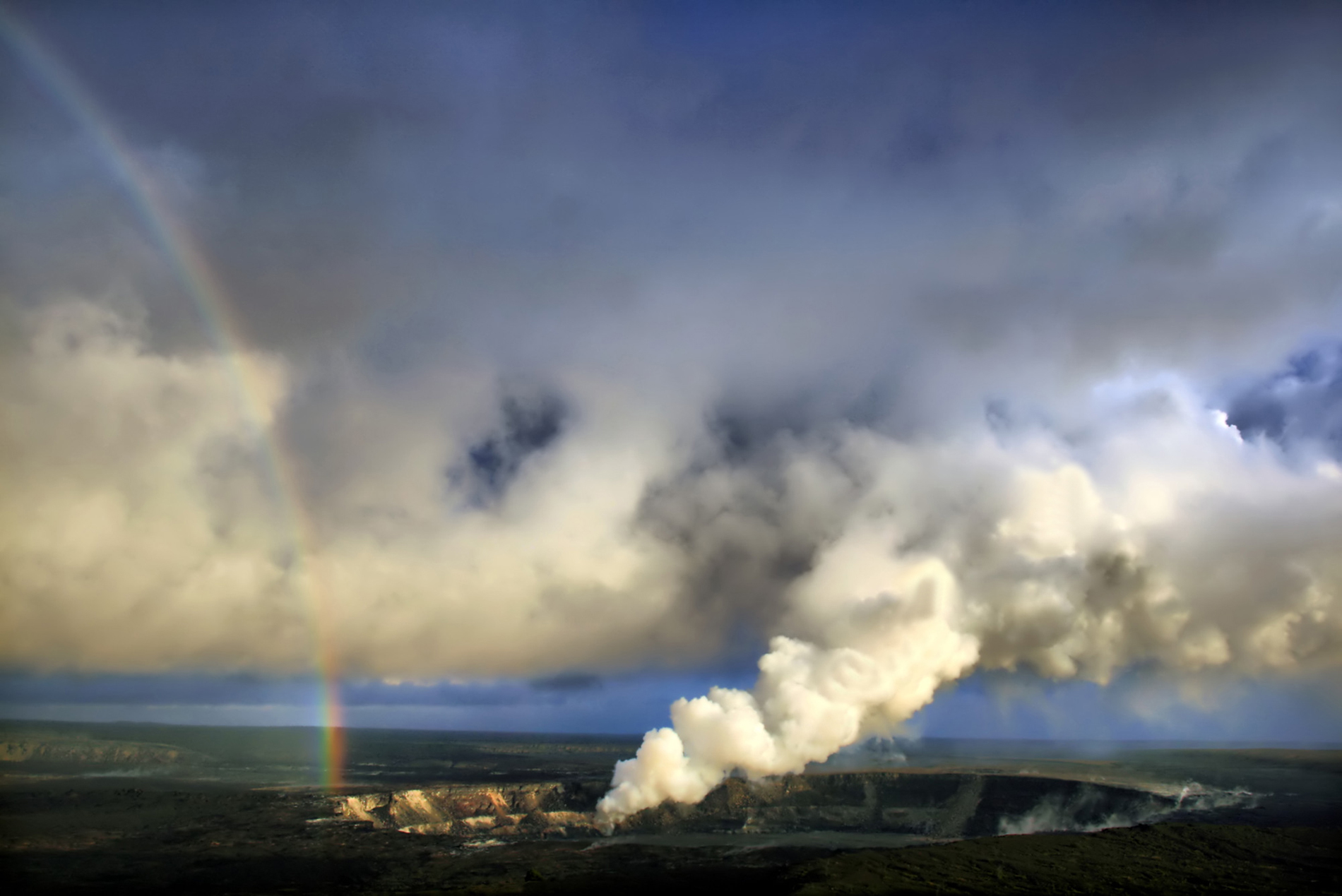
Викиди вулкану містять сірку, діоксиди, інші шкідливі речовини.

## Цікаві факти
- У 2018 році вулкан Кілауеа під час виверження обсипав гавайців олівінами[6].